# Roberto Sbarra
Roberto José Sbarra fou un futbolista argentí de la dècada de 1930, que jugava de centrecampista.
Pel que fa a clubs, defensà els colors de Estudiantes de La Plata i CA Huracán.
Amb la selecció argentina participà en els Campionats sud-americans de 1935 i 1941, i es proclamà campió en el segon.
Posteriorment fou entrenador a clubs com Gimnasia y Esgrima La Plata i CA Independiente.

## Palmarès
Argentina
- Copa Amèrica de futbol: 1941